# Southam
Southam è un paese di 6 509 abitanti della contea del Warwickshire, in Inghilterra.